# Finale UEFA Champions League 2001
De UEFA Champions Leaguefinale van het seizoen 2000/01 is de negende finale in de geschiedenis van de Champions League. De wedstrijd vond plaats op 23 mei 2001 in San Siro in Milaan. Met het Duitse FC Bayern München en het Spaanse Valencia CF stonden de twee verliezende finalisten van de twee afgelopen edities in de finale.
De Nederlander Dick Jol was scheidsrechter tijdens de finale. Zijn assistent-scheidsrechters waren Jaap Pool en Jan Willem van Veluwen. Jan Wegereef fungeerde als vierde man.

## Teams
| Team              | Gespeelde finales (winnaars vetgedrukt) |
| ----------------- | --------------------------------------- |
| FC Bayern München | 6 (1974,1975,1976,1982,1987,1999)       |
| Valencia CF       | 1 (2000)                                |

## Weg naar de finale

### Bayern München
Bayern München werd in de eerste groepsfase in groep F geloot, samen met Paris Saint-Germain FC, Rosenborg BK en Helsingborgs IF. Bayern won hun eerste twee wedstrijden, thuis tegen Helsingborgs en uit bij Rosenborg, met respectievelijk 3-1 en 1-3. Op speeldag 3 stond een trip naar Parijs op het programma. De wedstrijd leek op 0-0 te eindigen tot Jérôme Leroy in de tweede minuut van de toegevoegde tijd Oliver Kahn wist te kloppen en de zege voor Paris Saint-Germain binnen te halen. De Duitsers wisten dan weer de thuismatch tegen PSG met 2-0 te winnen, maar geraakte in de thuismatch tegen Helsingborgs dan weer niet verder dan een 0-0. Op de laatste speeldag kon Bayern dan weer de leidersplaats in de groep vastleggen dankzij een late gelijkmaker van Jens Jeremies.
In de tweede groepsfase belandde Bayern in groep C met Olympique Lyonnais, Arsenal FC en CSKA Moskou. Van Lyon werd op de eerste speeldag gewonnen dankzij een doelpunt van Jeremies 10 minuten na rust. De daaropvolgende wedstrijd kwam de ploeg uit Beieren dan weer op een 2-0 achterstand na een vroege treffer van Thierry Henry en een goal in de 55e minuut van Nwankwo Kanu.1 minuut na de 2-0 scoorde Bayern echter meteen de aansluitingstreffer via Michael Tarnat. 10 minuten later schilderde Mehmet Scholl dan weer een vrije trap heerlijk in de winkelhaak, waarmee hij de 2-2 eindstand vastlegde. Daarop volgden een 1-0 thuiszege en een 0-3 uitwinst tegen CSKA. Op speeldag 5 moest Bayern zich echter gewonnen geven tegen een ijzersterk Lyon, waarbij Sidney Govou 2 doelpunten scoorde in de 3-0 zege voor OL. Daardoor moest Bayern nog vol aan de bak tegen Arsenal op de laatste speeldag, maar het wist de 1-0 zege dankzij een doelpunt na 10 minuten van Giovane Élber over de streep te trekken. Omdat Lyon op 1-1 bleef tegen CSKA, stootte Arsenal, samen met Bayern, nog door naar de knockout fase.
De kwartfinale werd voor Bayern al meteen een kans om wraak te nemen op Manchester United FC, na de dramatisch verloren finale twee jaar eerder. Bayern greep deze kans met beide handen, won 1-0 in Manchester na een late treffer van Paulo Sérgio en in het Olympiastadion in München wisten Élber en Scholl te scoren om de score nog wat uit de diepen. Een tegentreffer in de 49e minuut van Ryan Giggs kon Manchester United niet meer helpen, waardoor de Engelse landskampioen was uitgeschakeld. In de halve finale trof Bayern mogelijks hun zwaarste tegenstander, Real Madrid. Real Madrid was de titelhouder van de Champions League op dat moment, had Bayern dat seizoen uitgeschakeld in de halve finale en had 2 van de vorige 3 toernooien gewonnen (in 2000 &1998). Real Madrid mocht als eerste thuis spelen, in Bernabéu, waar ze al hun 7 thuismatchen in de Champions League dat seizoen gewonnen hadden, voornamelijk dankzij doelpunten van Iván Helguera en Raúl. De thuisploeg zette vanaf het begin van de wedstrijd druk op de Duitsers, dankzij enkele scherpe acties van Luís Figo, maar in de eerste helft lieten de bezoekers al enkele glimpen zien van hun snelle counters. In de tweede helft bleven de Spanjaarden aan kansen komen, maar Steve McManaman stuitte enkele keren op een sterke Kahn, terwijl Helguera een open goal mistte. Na 55 minuten kregen Los Blancos het deksel op de neus; Een weggewerkte bal van Thomas Linke botste voor de voeten van Élber, die niet twijfelde en uithaalde met zijn linker van buiten de zestien. Een jonge Iker Casillas verkeek zich op de dubbele bots van het schot waardoor Bayern op voorsprong kwam. Real creëerde nog een aantal kansen maar kwam niet tot scoren. Bayern zou in de terugmatch kapitein Stefan Effenberg moeten missen, die geschorst was door te vaak geel te pakken. Na amper 8 minuten werd de moeilijke opdracht voor Real nog groter, Élber wist een derde keer op rij te scoren na geharrewar bij een corner. Dit keer wist Madrid echter wel tegen te scoren, 10 minuten na de openingstreffer legde Raúl de bal terug op een inlopende Figo, die de bal met rechts overhoeks binnenlegde. Bayern slaagde er echter in de eerste helft al in om de voorsprong terug te pakken. Na een variant op een vrije trap scoorde Jeremies met een lage schuiver in de linkerhoek. Dit keer wist Madrid echter geen vuist meer te maken, en kwam Bayern met een kopbal van Patrik Andersson nog het dichtste bij een doelpunt. 2 jaar na de verloren finale kreeg Bayern een herkansing om de beker met de grote oren binnen te halen. 

## Voorgeschiedenis
In 1968 speelden Bayern München en Valencia voor het eerst tegen elkaar. De Duitsers schakelden de Spanjaarden toen uit in de kwartfinale van de Europacup II. In 1996 stonden beide teams in de eerste ronde van de UEFA Cup tegenover elkaar. Toen won Valencia overtuigend, waardoor Bayern al na de eerste ronde was uitgeschakeld.
In 1999/00 speelden beide teams tijdens de Champions League in dezelfde groep. Zowel Bayern als Valencia stootten toen door. Valencia haalde uiteindelijk de finale, waarin het met 3-0 verloor van Real Madrid.

## Strafschoppen
Al na 2 minuten kreeg Valencia een strafschop na wat geharrewar in het strafschopgebied. Aanvoerder Gaizka Mendieta nam zijn verantwoordelijkheid en klopte doelman Oliver Kahn. Wat later begingen de Spanjaarden een overtreding op Stefan Effenberg. De Nederlandse arbiter Dick Jol gaf opnieuw een strafschop. Mehmet Scholl zette aan, maar doelman Santiago Cañizares duwde de bal over het doel. Net na de rust floot Jol opnieuw voor een strafschop. Ditmaal nam de Duitse aanvoerder Stefan Effenberg zijn verantwoordelijkheid. Hij trapte de bal rustig in het midden van het doel.
Het bleef 1-1, ook na verlengingen, waardoor het strafschoppen werden. Op dat ogenblik was het al zeker dat het een finale zou worden met enkel strafschopdoelpunten, hetgeen nog nooit was voorgevallen in de geschiedenis van de Europacup. Kahn had tijdens de wedstrijd een paar belangrijke reddingen in huis en stopte uiteindelijk in de strafschoppenreeks ook de beslissende penalty. De doelman werd daarom uitgeroepen tot "Man van de Match". Het was de eerste keer dat Bayern München de Champions League won.
Trainer Ottmar Hitzfeld won de Champions League voor de tweede keer. Eerder had hij de UEFA Champions Leugue al eens gewonnen met Borussia Dortmund. Hitzfeld won met twee verschillende clubs en trad zo in de voetsporen van de Oostenrijkse coach Ernst Happel.

### Wedstrijddetails
|                           |                                                                      |       |                                                                |                                                                                          |
| 23 mei 2001 20:45 (UTC+2) | Bayern München                                                       | 1 – 1 | Valencia                                                       | Stadio Giuseppe Meazza, Milaan Toeschouwers: 71.500 Scheidsrechter: Dick Jol (Nederland) |
| 23 mei 2001 20:45 (UTC+2) | Effenberg 50' (pen.)                                                 |       | 2' (pen.) Mendieta                                             | Stadio Giuseppe Meazza, Milaan Toeschouwers: 71.500 Scheidsrechter: Dick Jol (Nederland) |
| 23 mei 2001 20:45 (UTC+2) | Strafschoppen                                                        |       |                                                                | Stadio Giuseppe Meazza, Milaan Toeschouwers: 71.500 Scheidsrechter: Dick Jol (Nederland) |
| 23 mei 2001 20:45 (UTC+2) | Paulo Sérgio Salihamidžić Zickler Andersson Effenberg Lizarazu Linke | 5 – 4 | Mendieta Carew Zahovič Carboni Baraja Kily González Pellegrino | Stadio Giuseppe Meazza, Milaan Toeschouwers: 71.500 Scheidsrechter: Dick Jol (Nederland) |

| Bayern | Valencia |

| Bayern München: |    |                    |          |
|                 |    |                    |          |
| GK              | 1  | Oliver Kahn        |          |
| RB              | 2  | Willy Sagnol       | 36' 46'  |
| CB              | 4  | Samuel Kuffour     |          |
| CB              | 5  | Patrik Andersson   | 38'      |
| CB              | 25 | Thomas Linke       |          |
| LB              | 3  | Bixente Lizarazu   |          |
| CM              | 23 | Owen Hargreaves    |          |
| CM              | 11 | Stefan Effenberg   |          |
| AM              | 20 | Hasan Salihamidžić |          |
| AM              | 7  | Mehmet Scholl      | 39' 108' |
| CF              | 9  | Giovane Élber      | 100'     |
| Wisselspelers:  |    |                    |          |
| GK              | 22 | Bernd Dreher       |          |
| MF              | 10 | Ciriaco Sforza     |          |
| MF              | 18 | Michael Tarnat     |          |
| FW              | 13 | Paulo Sérgio       | 108'     |
| FW              | 19 | Carsten Jancker    | 46'      |
| FW              | 21 | Alexander Zickler  | 100'     |
| FW              | 24 | Roque Santa Cruz   |          |
| Coach:          |    |                    |          |
| Ottmar Hitzfeld |    |                    |          |

| Valencia:      |    |                     |            |
|                |    |                     |            |
| GK             | 1  | Santiago Cañizares  | Kreeg geel |
| RB             | 20 | Jocelyn Angloma     |            |
| CB             | 12 | Roberto Ayala       | 90'        |
| CB             | 2  | Mauricio Pellegrino |            |
| LB             | 15 | Amedeo Carboni      | 25'        |
| RM             | 6  | Gaizka Mendieta     |            |
| DM             | 19 | Rubén Baraja        |            |
| AM             | 35 | Pablo Aimar         | 46'        |
| LM             | 18 | Kily González       | 116'       |
| CF             | 7  | John Carew          |            |
| CF             | 17 | Juan Sánchez        | 66'        |
| Wisselspelers: |    |                     |            |
| GK             | 25 | Andrés Palop        |            |
| DF             | 5  | Miroslav Đukić      | 90'        |
| DF             | 16 | Fábio Aurélio       |            |
| MF             | 4  | Didier Deschamps    |            |
| MF             | 8  | Zlatko Zahovič      | 66'        |
| MF             | 14 | Vicente             |            |
| MF             | 23 | David Albelda       | 46'        |
| Coach:         |    |                     |            |
| Héctor Cúper   |    |                     |            |